# 太子堂 (仙台市)
太子堂（たいしどう）は、宮城県仙台市太白区の町丁。郵便番号は982-0013。住民基本台帳に基づく人口は1,681人、世帯数は768世帯（2025年4月1日現在）。丁目の設定のない単独町名であり、全域で住居表示が実施されている。旧仙台市郡山・長町・大野田の各一部。

## 地理
宮城県仙台市太白区の東部に位置し、旧笊川と東北本線に挟まれた場所にある。東を諏訪町と、西から南にかけてを大野田と、北を長町南・長町・あすと長町と接する。
都市計画法上の用途地域では商業地域、工業地域、第二種住居地域に指定されている。また、太子堂駅付近では準防火地域の指定を受けている。
- 河川：旧笊川

### 地名の由来
住居表示施行前の小字である郡山字太子堂より。「太子堂」の名称は、かつて聖徳太子の神体を祀った祠が現在の太子堂地内に存在したことに由来する。

## 歴史
| 平成22年仙台市告示第289号に伴う街区符号の変更図 |  | 平成22年仙台市告示第289号に伴う街区符号の変更図 |
| 平成22年仙台市告示第289号に伴う街区符号の変更図 |  |                                                 |

行政区画としては陸奥国名取郡郡山村・平岡村・大野田村の各一部にあたり、明治4年7月14日（1871年8月19日）に廃藩置県によって仙台県の管轄に、明治5年1月8日（1872年2月16日）に宮城県へ改称された。1889年（明治22年）4月1日には町村制が施行され、茂ヶ崎村および西多賀村の各一部となった。その後、編入によって1932年（昭和7年）までに全域が仙台市となった。
1981年（昭和56年）7月6日、富沢・長町南地区の住居表示実施に伴い、郡山・長町・大野田の各一部をもって太子堂が誕生した。
太子堂の一部は1995年（平成7年）11月10日の都市計画決定により仙台市長町副都心土地区画整理事業の対象となり、2010年（平成22年）8月2日に町の区域の変更が行われた。また、土地区画整理事業と合わせて都市再生機構と仙台市の請願により新駅が設置されることになり、当地名から「太子堂駅」と名付けられ2007年（平成19年）3月18日に開業した。

### 年表
- 1981年（昭和56年）7月6日 - 富沢・長町南地区の住居表示実施に伴い、郡山・長町・大野田の各一部をもって太子堂が誕生する[2]。なお、告示は昭和56年自治省告示第128号として同年7月15日に行われた[3]。
- 1989年（平成元年）4月1日 - 仙台市が政令指定都市に移行し、太白区が誕生。仙台市太白区太子堂となる。
- 2007年（平成19年）3月18日 - 太子堂駅が開業する[11]。
- 2010年（平成22年）8月2日、仙台市告示第266号によって太子堂の町の区域の変更が行われ[18]、仙台市告示第267号で街区符号の区域が変更される[19]。

### 町名の変遷
町名の変遷は以下の通りである。
| 変更後の区域 | 変更後の区域 | 変更後の区域             | 変更前の区域（各一部） | 変更前の区域（各一部） | 変更前の区域（各一部） | 変更前の区域（各一部） | 変更日                   |
| 自治体       | 行政区       | 町丁                     | 自治体                 | 行政区                 | 町・字                 | 町・字                 | 変更日                   |
| ------------ | ------------ | ------------------------ | ---------------------- | ---------------------- | ---------------------- | ---------------------- | ------------------------ |
| 仙台市       | 仙台市       | 太子堂（新設）           | 仙台市                 | 仙台市                 | 郡山                   | 字諏訪西浦             | 1981年（昭和56年）7月6日 |
| 仙台市       | 仙台市       | 太子堂（新設）           | 仙台市                 | 仙台市                 | 郡山                   | 字太子堂               | 1981年（昭和56年）7月6日 |
| 仙台市       | 仙台市       | 太子堂（新設）           | 仙台市                 | 仙台市                 | 郡山                   | 字悪土                 | 1981年（昭和56年）7月6日 |
| 仙台市       | 仙台市       | 太子堂（新設）           | 仙台市                 | 仙台市                 | 郡山                   | 字諏訪前               | 1981年（昭和56年）7月6日 |
| 仙台市       | 仙台市       | 太子堂（新設）           | 仙台市                 | 仙台市                 | 郡山                   | 字諏訪西浦東           | 1981年（昭和56年）7月6日 |
| 仙台市       | 仙台市       | 太子堂（新設）           | 仙台市                 | 仙台市                 | 長町                   | 字広岡東               | 1981年（昭和56年）7月6日 |
| 仙台市       | 仙台市       | 太子堂（新設）           | 仙台市                 | 仙台市                 | 大野田                 | 字小原                 | 1981年（昭和56年）7月6日 |
| 仙台市       | 太白区       | 太子堂（編入）           | 仙台市                 | 太白区                 | 長町六丁目             | 長町六丁目             | 2010年（平成22年）8月2日 |
| 仙台市       | 太白区       | 太子堂（編入）           | 仙台市                 | 太白区                 | 長町南二丁目           |                        | 2010年（平成22年）8月2日 |
| 仙台市       | 太白区       | あすと長町三丁目（編入） | 仙台市                 | 太白区                 | 太子堂                 | 太子堂                 | 2010年（平成22年）8月2日 |
| 仙台市       | 太白区       | 諏訪町（編入）           | 仙台市                 | 太白区                 | 太子堂                 | 太子堂                 | 2010年（平成22年）8月2日 |
| 仙台市       | 太白区       | 長町南二丁目（編入）     | 仙台市                 | 太白区                 | 太子堂                 | 太子堂                 | 2010年（平成22年）8月2日 |

## 世帯数と人口
2025年（令和7年）4月1日現在の世帯数と人口は以下の通りである。
| 町丁   | 世帯    | 人口    |
| ------ | ------- | ------- |
| 太子堂 | 768世帯 | 1,681人 |
| 計     | 768世帯 | 1,681人 |

## 小・中学校の学区
小・中学校の学区は以下の通りとなる。
| 町丁   | 街区符号・住居番号 | 小学校       | 中学校     |
| ------ | ------------------ | ------------ | ---------- |
| 太子堂 | 全域               | 大野田小学校 | 富沢中学校 |

## 施設

### 公園
- 小原公園（太子堂527-7）[21]
- 太子堂公園（太子堂2-28）[22]
- 太子堂前公園（太子堂9-13）[22]
- 太子堂南公園（太子堂310-12）[22]

### 企業・店舗
- ローソン 仙台太子堂店[23]
- 富士コンサルタンツ 仙台支社（太子堂10-20）[24]

## 交通

### 鉄道
- 東日本旅客鉄道
  - 太子堂駅（■東北本線）

### バス
2025年（令和7年）4月1日改正時点のバス停留所は以下の通り。
- 仙台市営バス
  - 太子堂駅前（10/15/20/25系統）

### 道路

#### 都市計画道路
- 3･3･338 河原町長町南線[9]
- 3･1･7 郡山折立線[9]